# Pfarrkirche Arnreit

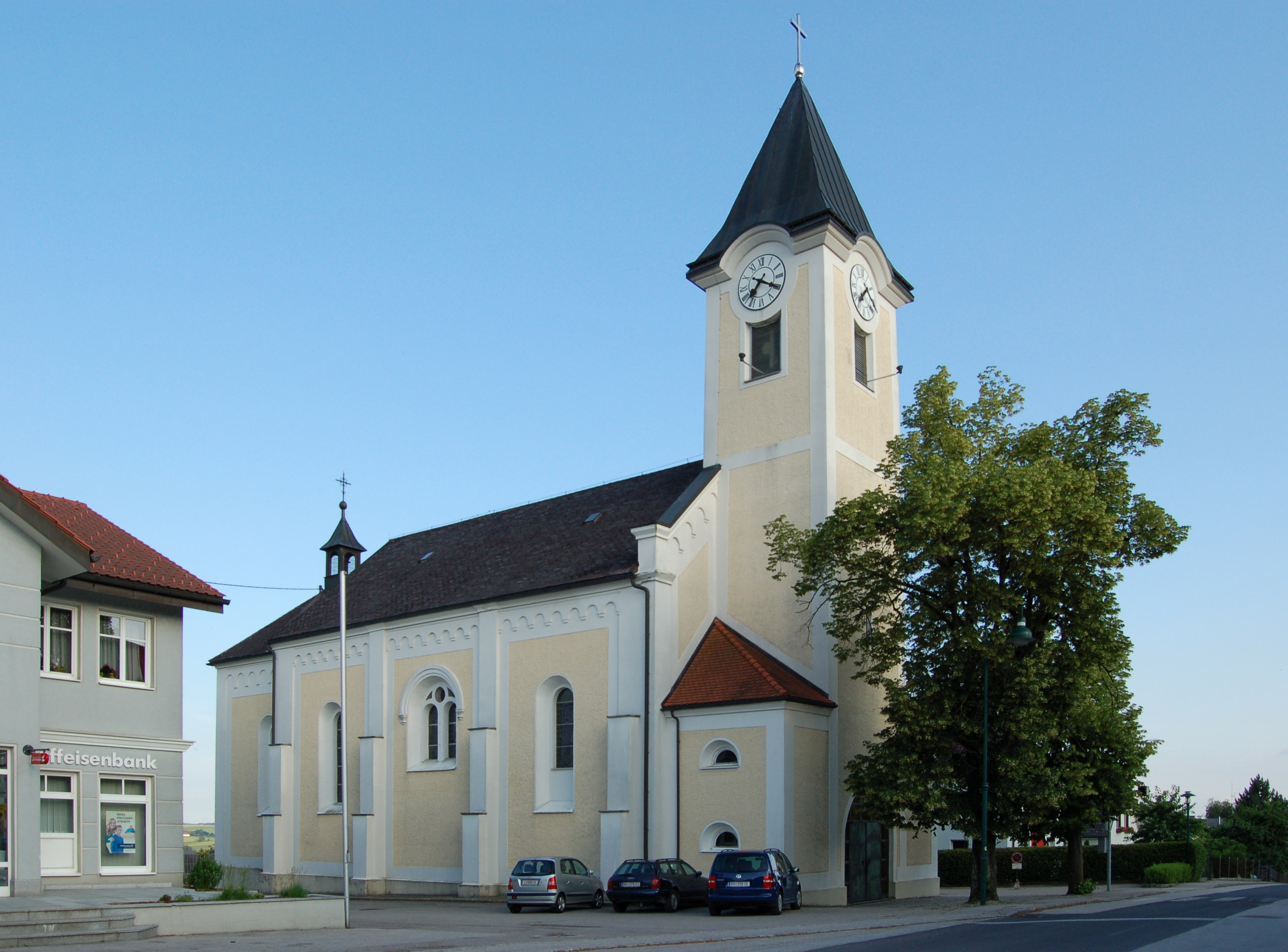
Pfarrkirche Arnreit

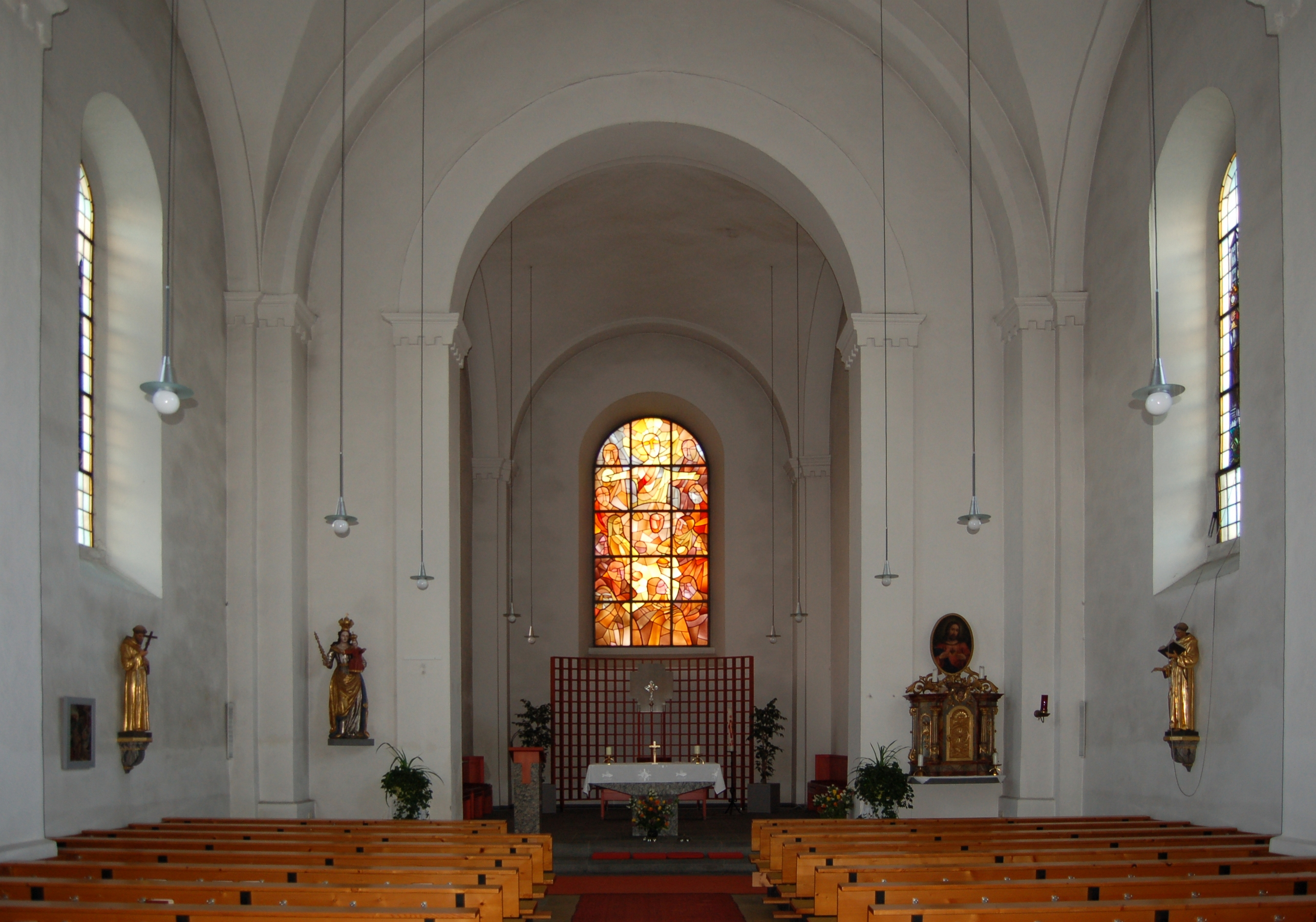
Innenraum

Die Pfarrkirche Arnreit steht am südlichen Ortsrand an der Rohrbacher Bundesstraße in der Gemeinde Arnreit im oberen Mühlviertel in Oberösterreich. Die auf den Heiligen Laurentius von Rom geweihte römisch-katholische Pfarrkirche gehört zum Dekanat Rohrbach in der Diözese Linz. Die Kirche steht unter Denkmalschutz (Listeneintrag).

## Geschichte
Von 1926 bis 1941 bestand eine Kooperator-Expositur der Pfarre Altenfelden, von 1941 bis 1950 eine Pfarrexpositur, mit 1950 eine eigene Pfarre.
Die Kirche in Arnreit wurde in den Jahren von 1895 bis 1900 mit dem Baumeister Franz Schiefthaler im neuromanischen Stil erbaut. Der Kirchturm wurde von 1953 bis 1955 mit dem Architekten Reinhold Kroh erbaut. Der Dachreiter wurde 1956 aufgesetzt. Restaurierungen waren außen 1948/1950, 1970, und innen 1948/1950, 1970, und 1982.

## Architektur
Der Kirchenbau im späten Historismus im Rundbogenstil ist mit romanisierenden Details mit Zitatfunktion angereichert. An den Saalraum schließt ein eingezogener quadratischer Chor an. Am Langhaus sind Strebepfeiler, das mittlere Joch ist mit einem breiteren zweibahnigen Rundbogenfenster betont. Der Westturm hat ein mächtiges Rundbogentor und trägt ein Zeltdach. Beidseits der Kirche sind symmetrische zweigeschoßige Anbauten mit einem Treppenhaus und einer Beichtkapelle. In einer Rundbogennische der Südfront ist ein bäuerliches Kruzifix.
Der dreijoche hohe Saalraum ist mit einer gurtunterlegten Stichkappentonne überwölbt, der Chor hat ein Platzlgewölbe. Die Wandgliederung ist mit mächtig geschichteten Wandvorlagen gegliedert. Die Westempore auf toskanischen Säulen wurde später erweitert. Das kreuzgratgewölbte Turmerdgeschoß ist zugleich Vorhalle, das Westportal ist ein stilisiertes neoromantisches Säulenportal. Figurale Glasfenster zeigen im östlichen Langhausjoch die Heiligen Elisabeth und Norbert von Josef Raukamp (1970), im Chor Letztes Abendmahl von Alfred Stifter (1970).

## Ausstattung
Die historistische Einrichtung mit Altären von Ludwig Linzinger (1901/1904) wurde 1970 entfernt, Figuren wurden als Einzelfiguren belassen.
Die Orgel baute Herbert Gollini (1978) mit zwei Manualen und 20 Registern. Eine Glocke nennt Melchior Schorer 1682 und zeigt ein Relief hl. Georg, eine Glocke nennt Andreas Simon Röder 1762.